# Langenhart (Meßkirch)
Das Dorf Langenhart ist ein Teilort der Stadt Meßkirch mit 227 Einwohnern (männl. 125, weibl. 102 [Stand: 31. Dez. 2012]) im Landkreis Sigmaringen (Baden-Württemberg).

## Geographie
Langenhart liegt rund sieben Kilometer nördlich der Kernstadt im Naturpark Obere Donau auf 710 Meter über Normalnull am südlichen Rand der Schwäbischen Alb. Die Gemarkungsfläche umfasst rund 435 Hektar (Stand: 31. Dezember 2010).

## Geschichte
Das Dorf ist eine der jüngsten Ansiedlungen in der Gegend und wurde erst im Jahre 1531 als „Hard“ oder „Lang-Hard“ im „Gutensteiner Hard“ genannt. Die Anlegung wurde durch Gottfried Werner von Zimmern (1484–1554) veranlasst. Zunächst wurden mehrere Siedlungskerne (Meuliskreut, Hardt, Krieseloch) für Auswanderer aus dem Allgäu angelegt, die nach und nach zu einem Dorf zusammenwuchsen. Der Name Langenhart bürgerte sich erst ab 1686 ein, offiziell bekam das Dorf seinen Namen 1744.
Bereits in der Hallstattzeit dürfte das Gebiet Jagd- und Siedlungsraum gewesen sein. Funde vom „Haggenberg“ (Grabhügel im Waldstück „Hackernberg“ südöstlich von Langenhart) zeugen von dieser Epoche. Jedoch können sie nicht eindeutig datiert werden, da es beim Auffinden mit einem Schlangenfibelbruchstück vergesellschaftet war.
Langenhart, einst fürstenbergische Gemeinde, wurde dem badischen Amtsbezirk Meßkirch angegliedert. Als 1936 der Amtsbezirk Meßkirch zum Landkreis Stockach kam, blieb Langenhart eine eigenständige Gemeinde. Seit 1973 befindet sich Langenhart im Landkreis Sigmaringen. Am 1. Januar 1974 wurde Langenhart auf eigenen Wunsch in die Stadt Meßkirch eingemeindet.

## Religion
Langenhart mit seiner Filialkapelle „St. Sebastian und Rochus“ und dem Friedhof gehört seit 1850 zur römisch-katholischen Pfarrgemeinde Engelswies; diese wurde am 11. Dezember 1849 zu einer selbständigen Pfarrei erhoben und mit Erlass des Freiburger Erzbischofs Hermann von Vicari vom 22. Februar 1850 erfolgte die Trennung Langenharts von Gutenstein und Rohrdorf. Zugleich wurde Engelswies zu einer selbständigen Pfarrei erhoben, bis dahin war Engelswies eine Kuratie von Meßkirch. Die Pfarrgemeinde gehört der Seelsorgeeinheit Laiz-Inzigkofen an und befindet sich im Erzbistum Freiburg. Die Dorfkapelle „St. Sebastian und Rochus“ wurde nach der Pestepidemie von 1611 im Jahre 1612 in Langenhart erbaut und 1723 durch den bis heute bestehenden größeren Barockbau ersetzt. Im „Realschematismus der Erzdiözese Freiburg“ von 1863 wird sie noch als „St. Wendelinskapelle“ aufgeführt.

## Wappen
In Silber mit blauem Wolkenbord der schwarze Großbuchstabe L. Das Wolkenbord weist auf die Zugehörigkeit zum Fürstenhaus Fürstenberg hin.

## Kultur und Sehenswürdigkeiten

### Bauwerke
- Die Barockkapelle „St. Sebastian und Rochus“ von 1612 bzw. 1723.
- Ein Doppelkreuz, wohl ein Pestkreuz, ist ein Kuriosum in Langenhart, da man diese ansonsten in Dreierformation kennt.

### Regelmäßige Veranstaltungen
- Während der Fasnachtszeit werden die Langenharter mit dem Necknamen Stumpen belegt, weil sie bei der Ortsgründung die Siedlungsfläche im „langen Hart“ vor der Bebauung erst roden und dabei in mühseliger Arbeit die Baumstümpfe (alemannisch „Stumpen“) herausziehen mussten.[5]
- Das Dorffest ist jeweils am zweiten Septemberwochenende der kulturelle Höhepunkt des Ortsteils Langenhart.

## Wirtschaft und Infrastruktur

### Unternehmen
In früheren Tagen befanden sich südlich von Langenhart in Richtung Rohrdorf drei Bergwerke, östlich von Langenhart in Richtung Engelswies eines.

### Infrastruktur
Langenhart gehört dem Zweckverband „Heuberg-Wasserversorgung rechts der Donau“ an. Der Haupt-Hochbehälter des am 20. August 1898 gegründeten Zweckverbands befindet sich auf dem „Steinberg“ und somit auf Langenharter Gemarkung und wird durch den 1991 in Betrieb genommenen Tiefbrunnen bei Vilsingen gespeist.

### Verkehr
Im Straßendorf Langenhart kreuzen sich die Kreisstraße 8217 und 8279, die nach Gutenstein ins Donautal führt. Der Öffentliche Personennahverkehr in Langenhart wird durch den Verkehrsverbund Neckar-Alb-Donau (NALDO) bedient.

## Anmerkung
1. ↑  Gemarkungsfläche 4.354.061 m²